# Банковский кризис (2023)
Банковский кризис, вызванный ростом ставки рефинансирования и, как следствие, оттоком депозитных вкладов. Кризис затронул в первую очередь банки США и Европы, крупнейшими жертвами кризиса стали Credit Suisse, Silicon Valley Bank, First Republic Bank, Signature Bank и Silvergate Bank.

## Предпосылки

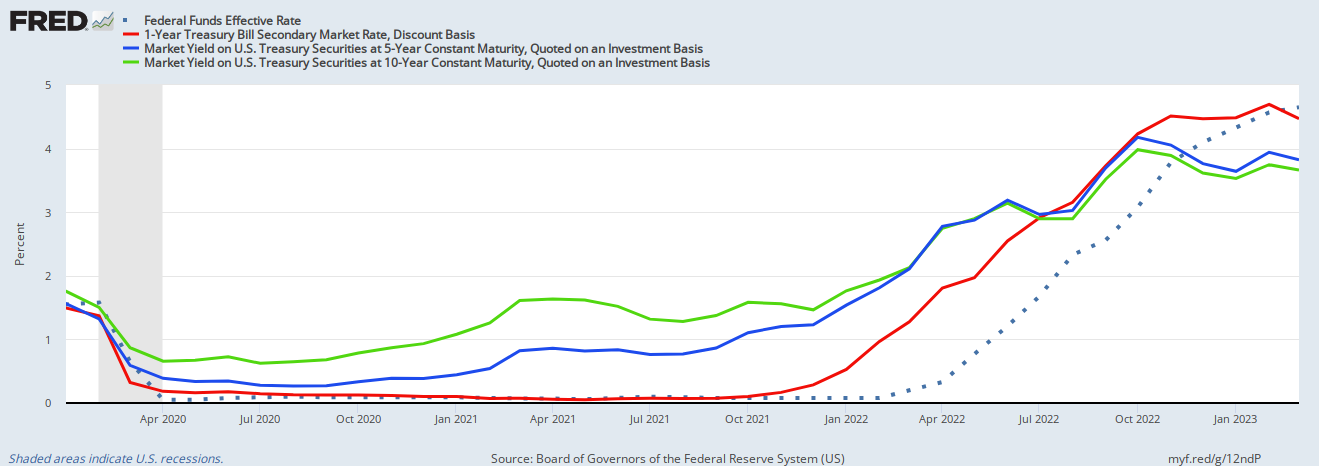
Кривая доходности ценных бумаг Казначейства США с апреля 2020 по январь 2023 года. С июля 2022 года кривая доходности стала перевернутой, из-за чего ставки по краткосрочным облигациям превысили ставки по долгосрочным

Во время экономического спада, вызванного пандемией COVID-19 в 2020 году, в США и Еврозоне резко выросла инфляция, в отдельных случаях достигнув 14,9 %. В ответ на это Федеральная резервная система США (ФРС) и Европейский Центральный банк (ЕЦБ) начали поэтапно повышать свои процентные ставки, до этого находившиеся на очень низком уровне. Из-за этого национальные краткосрочные облигации в условиях разогнавшейся инфляции перестали приносить ожидаемый доход и стали невыгодными. Многие банки, вложившие во время COVID-19 свои средства в краткосрочные облигации как наиболее надежный источник дохода, для обеспечения своей ликвидности были вынуждены продавать их по более низкой и невыгодной для себя цене, в результате терпя многомиллиардные убытки. Кризис на бирже криптовалют 2020—2022 годов также отрицательно сказался на тех банках, которые пробовали выйти на новый для себя рынок криптовалют. Экономический пузырь криптовалют лопнул в конце 2022 года, вызвав массовый отток инвесторов из криптобирж. Наиболее подверженными этому оттоку стали три банка, до этого участвовавших криптовалютных операциях: Silvergate Bank, Silicon Valley Bank и Signature Bank.

## Начало кризиса

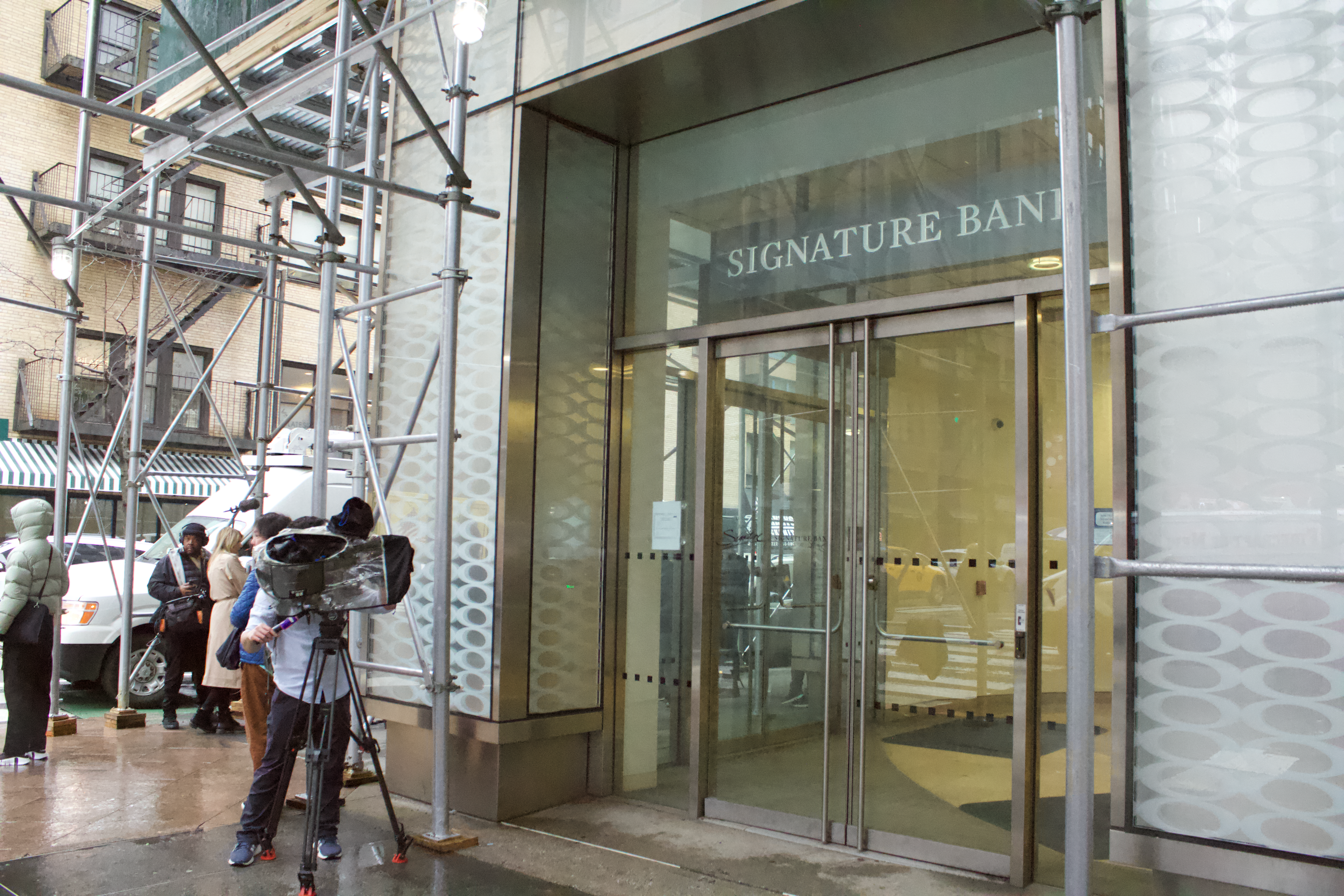
Журналисты возле отделения Signature Bank в Нью-Йорке 13 марта 2023 года

В течение пяти дней в марте 2023 года обанкротились сразу три крупных американских банка, что вызвало резкое снижение мировых цен на акции банков и быструю реакцию регулирующих органов для предотвращения потенциального глобального финансового заражения. Банкротства Silvergate Bank и Signature Bank, имеющих значительный опыт работы с криптовалютами, пришлись на разгар турбулентности на этом рынке. Silicon Valley Bank (SVB) обанкротился в результате банковской паники; его банкротство стало вторым по величине банкротством банка в истории США. Подавляющим большинством клиентов банка были компании и частные лица с крупными депозитами, которые не были застрахованы Федеральной корпорацией по страхованию вкладов (FDIC), так как её страховка распространяется только на депозиты до $250 тысяч.
В ответ на банкротства банков федеральные банковские регуляторы объявили в совместном коммюнике, что будут приняты чрезвычайные меры для обеспечения того, чтобы все депозиты в Silicon Valley Bank и Signature Bank были защищены. Федеральная резервная система учредила Программу срочного финансирования банков (BTFP) для предоставления ссуды сроком до одного года заёмщикам, которые закладывают в качестве залога некоторые виды ценных бумаг, включая казначейские облигации США, долговые обязательства агентств и ценные бумаги, обеспеченные ипотекой. Чтобы кризис не затронул больше банков, глобальные отраслевые регуляторы, включая Федеральную резервную систему, Банк Канады, Банк Англии, Банк Японии, Европейский центральный банк, и Швейцарский национальный банк вмешались, чтобы обеспечить ликвидность.
Вскоре после банкротства SVB вкладчики стали снимать наличные из базирующегося в Сан-Франциско First Republic Bank (FRB), который специализировался на частных банковских услугах для состоятельных клиентов. 10 марта 2023 года торги акциями First Republic были приостановлены. Позже торги акциями были возобновлены, но продолжили падение, особенно после заявления руководства банка 24 апреля о сокращении объёма принятых депозитов на 100 млрд долларов за I квартал 2023 года. Как и SVB, FRB имел значительные незастрахованные депозиты, превышающие $250 тысяч; такие депозиты составляли 68 % от общего количества на конец 2022 года, сократившись до 27 % к концу марта. Курс акций FRB упал до $4,6 за акцию 26 апреля 2023 года (по сравнению с $143 в начале февраля). 1 мая FDIC объявила, что FRB был закрыт и продан JPMorgan Chase.

## Реакция властей
Программа срочного финансирования (Bank Term Funding Program, BTFP) банков США — программа кредитования в США, созданная Федеральной резервной системой (ФРС) в выходные 11—12 марта 2023 года.
Программа предназначена для защиты банков от набега вкладчиков после краха Silicon Valley Bank и других банков. Программа финансируется через Фонд страхования вкладов (FDIC), предлагает ссуды на срок до 1-го года заёмщикам, которые закладывают в качестве залога некоторые виды ценных бумаг, включая казначейские облигации США, долговые обязательства агентств и ценные бумаги, обеспеченные ипотекой. Залог будет оцениваться по номинальной стоимости, а не по рыночной стоимости, поэтому банк может занимать активы, стоимость которых не пострадала в результате серии повышений FOMC процентных ставок с 2022 года.
Минфин выделит до 25 млрд долл. из своего биржевого стабилизационного фонда в качестве поддержки программы.

## Воздействие на мировые рынки
К 19 марта в СМИ всё чаще стали звучать опасения по поводу влияния кризиса в США на банковский сектор на международном уровне. В тот день швейцарский банк UBS Group AG купил своего испытывающего финансовые трудности меньшего конкурента Credit Suisse в рамках соглашения при посредничестве правительства Швейцарии. За месяц до банковского кризиса в США Credit Suisse объявил о своём крупнейшем годовом убытке со времён финансового кризиса 2008 года, поскольку клиенты продолжали быстрыми темпами снимать свои наличные; в четвёртом квартале 2022 года было снято 147 миллиардов долларов. Компания также сообщила, что обнаружила «существенные недостатки» в своей финансовой отчётности. Её крупнейший инвестор, Saudi National Bank, объявил 15 марта, что не будет оказывать дополнительной поддержки Credit Suisse. Цена акций упала на 25 %, и UBS принял решение выкупить банк. Аксель Леманн, бывший председатель банка, позже попытался обвинить в банкротстве события в США, хотя аналитики оспаривали это заявление, так как банк на протяжении многих лет переживал многомиллиардные убытки, скандалы, текучесть кадров и слабую бизнес-стратегию.
В Японии три основных кредитора, Mitsubishi UFJ Financial Group, Sumitomo Mitsui Financial Group и Mizuho Financial Group, потеряли 10—12 % в стоимости своих акций из-за рыночных потрясений и их влияния на рынок облигаций. Фондовый индекс Японии TOPIX упал на 17 %. Падение было вызвано опасениями по поводу краха SVB и рисками в региональном банковском секторе Японии, частично из-за подверженности повышению процентных ставок в США. Центральный банк Японии в середине марта провёл кризисное заседание. Турбулентность в финансовой системе вынудила центральный банк Индии отложить повышение процентных ставок 6 апреля, а его глава Шактиканта Дас заявил, что «это пауза, а не разворот». Центральные банки Австралии, Канады и Индонезии также приостановили дальнейшее повышение ставок.